# Loesenera talbotii
Loesenera talbotii é uma espécie vegetal da família Fabaceae.
Pode ser encontrada nos seguintes países: Camarões e Nigéria.
Os seus habitats naturais são: florestas subtropicais ou tropicais húmidas de baixa altitude.
Está ameaçada por perda de habitat.